# اینچئون (فیلم)
اینچئون (انگلیسی: Inchon) فیلمی در ژانر جنگی به کارگردانی ترنس یانگ است که در سال ۱۹۸۱ منتشر شد.

## بازیگران
- لارنس الیویه
- ژاکلین بیسه
- بن گازارا
- توشیرو میفونه
- ریچارد راوندتری
- آنتونی داوسون
- دیوید جانسن
- گابریله فرزتی
- میکی ناکس